# Kwas deoksyrybonukleinowy

Struktura chemiczna DNA (linią przerywaną oznaczono wiązania wodorowe)

Widełki replikacyjne DNA

Kwas deoksyrybonukleinowy, DNA (z ang. deoxyribonucleic acid), daw. kwas dezoksyrybonukleinowy – wielkocząsteczkowy organiczny związek chemiczny z grupy kwasów nukleinowych. U eukariontów zlokalizowany jest przede wszystkim w jądrach komórek, u prokariontów – bezpośrednio w cytoplazmie, natomiast u wirusów – w kapsydach. Pełni rolę nośnika informacji genetycznej organizmów i wirusów.

## Skład i budowa
DNA jest liniowym, nierozgałęzionym biopolimerem, którego monomerami są deoksyrybonukleotydy. Ich cząsteczki zbudowane są z pięciowęglowego cukru deoksyrybozy, którego grupa hydroksylowa znajdująca się przy ostatnim atomie węgla (5′) jest zestryfikowana resztą fosforanową, a pierwszy atom węgla (1′) połączony jest wiązaniem N-glikozydowym z jedną z czterech zasad azotowych, dwóch purynowych – adeniną (Ade lub A) i guaniną (Gua lub G) – oraz dwóch pirymidynowych: cytozyną (Cyt lub C) i tyminą (Thy lub T). Zasady te łącznie z deoksyrybozą tworzą deoksynukleozydy, odpowiednio dA, dG, dC i T.
Powszechnie spotykaną modyfikacją DNA jest występowanie 5-metylocytozyny (m5C) w wyniku metylacji cytozyny. W DNA niektórych wirusów, na przykład bakteriofagów PBS2, zamiast tyminy występuje uracyl (Ura), tworząc nukleozyd 2′-deoksyurydynę (dU). 2′-Deoksyurydyna powstaje też w wyniku deaminacji Cyt do Ura.
W skład cząsteczki DNA zwykle wchodzą dwa łańcuchy (DNA dwuniciowy – dsDNA), które biegną antyrównolegle (to znaczy koniec 5′ jednej nici leży naprzeciw końca 3′ drugiej nici). Łańcuchy zwijają się wokół wspólnej osi i tworzą prawoskrętną (A-DNA lub B-DNA) lub rzadziej lewoskrętną (Z-DNA) podwójną helisę. Reszty cukrowe i fosforanowe, połączone ze sobą wiązaniem 5′-3′ fosfodiestrowym, znajdują się na zewnątrz helisy, natomiast zasady skierowane są do wnętrza i tworzą komplementarne pary zasad połączone według schematu:
A=T
G≡C
Zasady połączone są wiązaniami wodorowymi, a strukturę DNA stabilizują dodatkowo oddziaływania warstwowe pomiędzy sąsiednimi zasadami nukleinowymi.

## Długość
Po hipotetycznym całkowitym „rozpakowaniu” z chromosomów i połączeniu cząsteczek DNA w jedną nić, ludzkie DNA w przeciętnej komórce somatycznej miałoby około 2–2,4 m. Wynika to z rachunku: odległość pomiędzy parami zasad wynosi średnio 0,34 nm (0,34×10−9 m), liczba par zasad w jądrze komórki diploidalnej wynosi w przybliżeniu 6–7 mld par zasad (jest to podwojona liczba par zasad komórki haploidalnej wynosząca 3×109–3,5×109), przemnożenie tych dwóch wartości daje wynik około 2 m. Najdłuższa rzeczywista cząsteczka DNA, chromosom 1, która zawiera 2,49×108 par zasad, ma długość około 8 cm.

## Upakowanie w komórce
Z powodu znacznej długości cząsteczek DNA konieczne jest ich upakowanie – do tego celu służą białka histonowe (u eukariontów) lub białka histonopodobne (u prokariontów). U eukariontów możliwe jest bardzo ścisłe upakowanie DNA w postaci chromosomu metafazowego, który jest formą najbardziej skondensowaną. DNA występuje w niedzielącej się komórce eukariotycznej w postaci chromatyny, nazywanej niekiedy włóknem 30 nm.
Każda z nici DNA ma na jednym końcu (oznaczanym jako koniec 5′), przy ostatnim nukleotydzie trzy grupy fosforanowe przy węglu 5′ deoksyrybozy, a na drugim końcu (oznaczanym jako koniec 3′) ostatni nukleotyd posiada wolną grupę hydroksylową przy węglu 3′ deoksyrybozy. Ze względu na to, że helisa dwóch nici DNA jest spleciona w ten sposób, że jedna z nici zaczyna się od końca 5′, a druga od końca 3′, mówi się, że obie nici są względem siebie antyrównoległe.
Łańcuch nici DNA zawiera informację genetyczną:
- o kolejności aminokwasów w białkach (która stanowi niewielki ułamek sekwencji DNA – u człowieka około 1,5%)
- o sekwencji licznych RNA niekodujących
- regulacji ekspresji genów oraz
- sekwencji o niejasnym znaczeniu (stanowiących zdecydowaną większość sekwencji jądrowego DNA).

Sekwencja aminokwasów kodowana jest w postaci trójek nukleotydowych odpowiadających odpowiednim aminokwasom oraz kodonom terminacyjnym, podczas biosyntezy białka.
Zgodnie z pracą z 2016 roku informacja genetyczna w DNA jest zapisana nie tylko za sprawą sekwencji nukleotydów, ale także poprzez ułożenie nici DNA w nukleosomach.

## Rodzaje DNA
DNA rozróżnia się pod względem:
- pochodzenia w czasie – aDNA
- funkcji: cDNA, mtDNA, chlDNA/cpDNA
- struktury:
  - jednoniciowy DNA (ssDNA)
  - dwuniciowy DNA (dsDNA) w formach: A-DNA, B-DNA, C-DNA[18], E-DNA[19], H-DNA[20] P-DNA[21], i Z-DNA[22][23]
  - trójniciowy DNA
  - czteroniciowy DNA.

Najważniejsze z nich przedstawiono w tabeli:
| Rodzaj DNA                                                 | B-DNA                             | A-DNA        | Z-DNA       |
| ---------------------------------------------------------- | --------------------------------- | ------------ | ----------- |
| liczba par zasad przypadająca na skręt helisy              | 10,4 (ok. 10,2 dla tzw. wysp CpG) | 11           | 12          |
| kąt skręcania między sąsiednimi parami zasad (w stopniach) | +34,6                             | +39,0        | −30,0       |
| skok helisy (nm)                                           | 3,54                              | 2,53         | 4,56        |
| kierunek skręcania                                         | prawoskrętna                      | prawoskrętna | lewoskrętna |
| średnica helisy (nm)                                       | 2,37                              | 2,55         | 1,84        |
| Fragment struktury                                         |                                   |              |             |

## Historia poznania

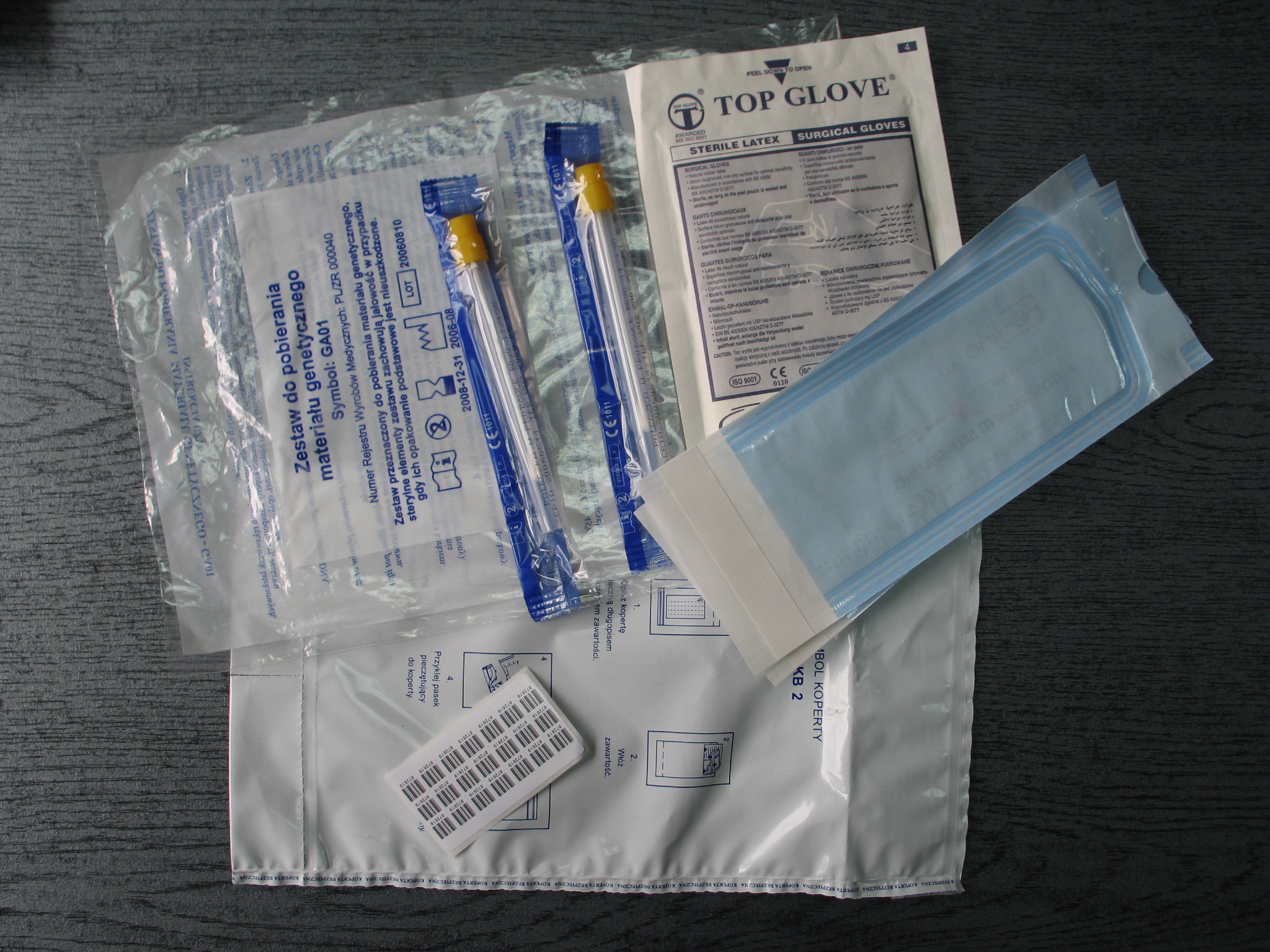
Pakiet do pobierania DNA

DNA zostało odkryte w roku 1869 przez Fryderyka Mieschera, lecz przez prawie 100 lat jego struktura pozostawała zagadką. Autorami modelu podwójnej helisy DNA są James Watson i Francis Crick, na podstawie zdjęć z rentgenowskich badań strukturalnych wykonanych przez Rosalind Franklin oraz Maurice’a Wilkinsa. Pracowali oni wtedy w Medical Reserch Council Unity w Cavendish Laboratory w Cambridge. Za odkrycie w roku 1953 struktury DNA Watson, Crick i Wilkins otrzymali w 1962 Nagrodę Nobla (Rosalind Franklin zmarła na raka w 1958).
W 1961 miało miejsce odkrycie zasad kodu genetycznego przez Holleya, Khoranę i Nirenberga, a w roku 1977 opracowanie metody sekwencjonowania DNA przez zespoły badawcze Waltera Gilberta i Fredericka Sangera.
Porównanie DNA za pomocą RFLP jest obecnie powszechnie stosowane w kryminalistyce. Po raz pierwszy profil DNA w kryminalistyce został wykorzystany w roku 1986 przez brytyjską policję i podejrzany został uniewinniony. Pierwszym skazanym na podstawie dowodu w postaci DNA był w roku 1987 brytyjski piekarz Colin Pitchfork.